# Abdul-Aziz Yakubu
Abdul-Aziz Yakubu (Tamale, 10 de noviembre de 1998) es un futbolista ghanés que juega de delantero en el Qingdao West Coast de la Superliga de China.

## Trayectoria
El 31 de julio de 2021 se incorporó al Rio Ave F. C. de la Segunda División de Portugal para la temporada 2021-22.

## Estadísticas

### Clubes
Actualizado al último partido disputado el 29 de enero de 2023.
| Club                            | Div.          | Temporada     | Liga  | Liga  | Copas nacionales | Copas nacionales | Copas internacionales | Copas internacionales | Total | Total |
| Club                            | Div.          | Temporada     | Part. | Goles | Part.            | Goles            | Part.                 | Goles                 | Part. | Goles |
| ------------------------------- | ------------- | ------------- | ----- | ----- | ---------------- | ---------------- | --------------------- | --------------------- | ----- | ----- |
| F. C. Vizela Portugal           | 2.ª           | 2016-17       | 1     | 0     | 0                | 0                | —                     | —                     | 1     | 0     |
| F. C. Vizela Portugal           | 2.ª           | 2017-18       | 0     | 0     | 1                | 1                | —                     | —                     | 1     | 1     |
| F. C. Vizela Portugal           | Total club    | Total club    | 1     | 0     | 1                | 1                | 0                     | 0                     | 2     | 1     |
| Vitória de Guimarães B Portugal | 2.ª           | 2018-19       | 28    | 11    | —                | —                | —                     | —                     | 28    | 11    |
| Vitória de Guimarães B Portugal | Total club    | Total club    | 28    | 11    | 0                | 0                | 0                     | 0                     | 28    | 11    |
| Vitória S. C. Portugal          | 1.ª           | 2018-19       | 1     | 0     | 0                | 0                | —                     | —                     | 1     | 0     |
| Vitória S. C. Portugal          | 1.ª           | 2019-20       | 0     | 0     | 0                | 0                | —                     | —                     | 0     | 0     |
| Vitória S. C. Portugal          | Total club    | Total club    | 1     | 0     | 0                | 0                | 0                     | 0                     | 1     | 0     |
| G. D. Estoril Praia Portugal    | 2.ª           | 2020-21       | 27    | 12    | 6                | 3                | —                     | —                     | 33    | 15    |
| G. D. Estoril Praia Portugal    | Total club    | Total club    | 27    | 12    | 6                | 3                | 0                     | 0                     | 33    | 15    |
| Rio Ave F. C. Portugal          | 2.ª           | 2021-22       | 33    | 11    | 6                | 4                | —                     | —                     | 39    | 15    |
| Rio Ave F. C. Portugal          | 1.ª           | 2022-23       | 17    | 7     | 1                | 2                | —                     | —                     | 18    | 9     |
| Rio Ave F. C. Portugal          | Total club    | Total club    | 50    | 18    | 7                | 6                | 0                     | 0                     | 57    | 24    |
| Total carrera                   | Total carrera | Total carrera | 107   | 41    | 14               | 9                | 0                     | 0                     | 121   | 50    |